# 贝诺佐·戈佐利
贝诺佐·戈佐利（義大利語：Benozzo Gozzoli，约1421 – 1497年）是一位意大利佛罗伦萨的文艺复兴画家。戈佐利是安杰利科修士的学生，他最出名的作品是美第奇-里卡迪宫贤士小圣堂的《三王来朝》系列壁画，描绘了节日期间充满活力的游行，对细节有着很好的注意，明显受到国际哥特式艺术的影响。小堂的系列壁画，以其对风景和生动的人类肖像的逼真描写，显示出对大自然的新的文艺复兴趣味。戈佐利被认为是他这一代最丰富的壁画画家之一。他主要活跃在托斯卡纳，但他也曾在翁布里亚和罗马工作。

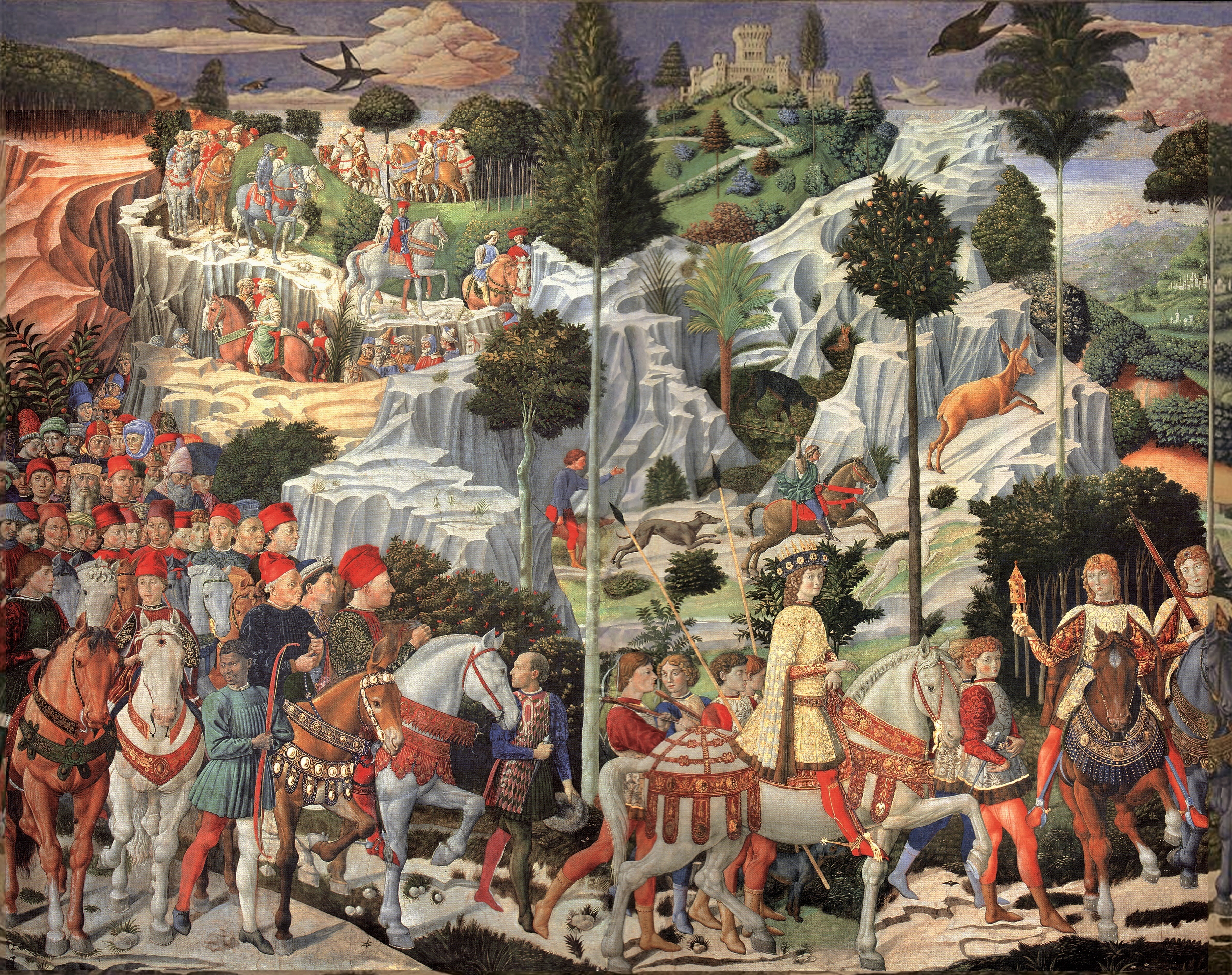
《三王来朝》壁画的东侧墙壁部分，佛罗伦萨美第奇-里卡迪宫贤士小圣堂，1459–1461年

## 外部連結
- Life of St. Augustine Frescoes with Narrative Explanation（页面存档备份，存于）
- Benozzo Gozzoli Museum（页面存档备份，存于）
- Benozzo Gozzoli at the National Gallery of Art（页面存档备份，存于）
- 开放图书馆中贝诺佐·戈佐利的著作